# Baron Glenarthur
Baron Glenarthur, of Carlung in the County of Ayr, ist ein erblicher britischer Adelstitel in der Peerage of the United Kingdom.

## Verleihung und nachgeordnete Titel
Der Titel wurde am 27. Juni 1918 für den schottischen Geschäftsmann Sir Matthew Arthur, 1. Baronet, geschaffen. Dieser war unter anderem Chairman der Glasgow and South Western Railway sowie mehrerer anderer Unternehmen. Der Titel der Baronie kam als Matronym und Patronym vom Geburtsnamen der Mutter und dem Nachnamen des Vaters des ersten Barons zustande.
Der erste Baron war bereits am 28. November 1902 zum Baronet, of Carlung in the County of Ayr, erhoben worden. Dieser Titel, der zur Baronetage of the United Kingdom gehört, wird als nachgeordneter Titel vom jeweiligen Baron geführt.

## Liste der Barone Glenarthur (1918)
- Matthew Arthur, 1. Baron Glenarthur (1852–1928)
- (James) Cecil Arthur, 2. Baron Glenarthur (1883–1942)
- Matthew Arthur, 3. Baron Glenarthur (1909–1976)
- Simon Mark Arthur, 4. Baron Glenarthur (* 1944)

Voraussichtlicher Titelerbe (Heir apparent) ist der einzige Sohn des jetzigen Barons, Hon. Edward Alexander Arthur (* 1973).